# Motorna pila
Motorna pila (razg. motorka) ili pila lančanica je prenosiva mehanička pila a po vrsti pogona razlikuju se motorna lančanica (benzinski motor - dvotaktni motor), elektrolančanica koja koristi električnu struju (elektromotor), lančanica na pogon stlačenim (komprimiranim) zrakom (pneumatska lančanica) i hidrolančanica (hidraulički pogon). Motorna pila je ručna strojna pila kojoj kao rezni alat služi lanac s nizom zglobno povezanih zuba, a koji je ovijen oko vodilice, rjeđe oko luka (lučna lančanica). Sastoji se od pogonskog i radnoga stroja, koje veže spojka. Koristi se za sječu drveća, njihovo komadanje, čišćenje pojedninih čvorova sa stabla i tako dalje. Motorne pile s posebnom pločom i lancem koriste se za takozvanu "umjetnost motornih pila", to jest za oblikovanje skulptura od drveta. Pneumatska lančanica se koristi pri podvodnim radovima. Lančanice s benzinskim motorom sve više zamjenjuju strojevi za rušenje stabala (harvester) i izradu sortimenata.

## Proizvođači motornih pila:
- Stihl
- Husqvarna
- Homelite
- Jonsered